# Boisheim
Boisheim is een plaats in de gemeente Viersen in de Duitse deelstaat Noordrijn-Westfalen. De plaats heeft ongeveer 2.000 inwoners.

## Geschiedenis
De plaats werd voor het eerst vermeld in 1304, toen Boisheim bij het graafschap Kessel behoorde. Later behoorde Boisheim bij het hertogdom Gulik. Boisheim werd tijdens de Tweede Wereldoorlog door de Amerikanen bevrijd op 1 maart 1945. In 1970 werd Boisheim bij Viersen gevoegd.

## Bezienswaardigheden
- De Sint-Luciakapel van begin 17e eeuw.
- De Sint-Petruskerk van 1487, vergroot in 1898, waarbij ook de toren werd gebouwd. Het middeleeuwse koor bleef behouden. Merkwaardig is daar de combinatie van tufsteen en baksteen.

## Natuur en landschap
Boisheim ligt in de vallei van de Nette op een hoogte van ongeveer 55 meter. Natuurgebieden zijn Grutbend en Boisheimer Nette und Brüggenerhütte.

## Nabijgelegen kernen
Breyell, Lobberich, Bracht, Amern, Waldniel, Dülken, Schaag